# Temporada de huracanes del Atlántico de 2009
La temporada de huracanes del Atlántico de 2009 fue una temporada de huracanes por debajo del promedio que produjo once ciclones tropicales, nueve tormentas con nombre, tres huracanes y dos huracanes importantes. La temporada presentó el número más bajo de ciclones tropicales desde la temporada de 1997, y solo un sistema, Claudette, tocó tierra en los Estados Unidos. La temporada comenzó oficialmente el 1 de junio y finalizó el 30 de noviembre de 2009. Estas fechas delimitan convencionalmente el período de cada año cuando la mayor parte de ciclones tropicales se forman en el océano Atlántico. Sin embargo, la formación de ciclones tropicales es posible en cualquier época del año como lo demuestra la formación de la Depresión tropical Uno el 28 de mayo, marcando el tercer y último año consecutivo con actividad antes del inicio oficial de la temporada.
Varias tormentas tocaron tierra o afectaron directamente la tierra fuera de los Estados Unidos. La Tormenta tropical Ana trajo totales de lluvia significativos a muchas de las islas del Caribe, incluido Puerto Rico, lo que provocó inundaciones menores en las calles. El huracán Bill trajo ráfagas de viento y lluvia a la isla de Terranova y mató a 2 personas en Estados Unidos debido al fuerte oleaje. Claudette fue la única tormenta nombrada que tocó tierra directamente en Estados Unidos dejando fuertes precipitaciones que mataron a 2 personas. Mientras, la Danny afectó al estado estadounidense de Carolina del Norte provocando una muerte y Erika afectó a las Antillas Menores como un sistema tropical mal organizado. El Huracán Fred afectó a las islas de Cabo Verde como un ciclón tropical en desarrollo y la Tormenta tropical Grace afectó brevemente a las Azores, convirtiéndose en la tormenta en formación más al noreste registrada. La tormenta final de la temporada, Ida, afectó partes de América Central antes de traer lluvias significativas al sureste de los Estados Unidos como un ciclón extratropical. En general los ciclones tropicales de esta temporada, según reportes finales del Centro Nacional de Huracanes, causaron 5 muertes (todas en Estados Unidos) y no se reportaron daños.

## Pronósticos
Los pronósticos sobre la actividad de huracanes son emitidos antes de cada temporada por célebres expertos de huracanes como el doctor Philip J. Klotzbach, doctor Guillermo M. Gray, y sus socios en la Universidad Estatal de Colorado; y por separado por meteorólogos del NOAA. 
El equipo del doctor Klotzbach (antes coordinado por el doctor Gray) definió el número medio de tormentas por temporada (1950 a 2000) como 9.6 tormentas tropicales, 5.9 huracanes, y 2.3 huracanes mayores (huracanes que alcanzan al menos la Categoría 3 fuerza en la escala de Saffir-Simpson y un índice ACE de 96.1). Una temporada normal, definida por NOAA, tiene de 9 a 12 tormentas nombradas, con 5 a 7 de aquellos alcanzando la fuerza de huracán, y 1 a 3 huracanes mayores.

### Pronósticos previos a la temporada
El 10 de diciembre de 2008, el equipo de Klotzbach emitió su primer pronóstico de larga duración para la temporada 2009, prediciendo la actividad por encima de la media (14 tormentas nombradas, 7 huracanes, 3 con categoría 3 o mayor y un índice ACE de 125).
El 7 de abril de 2009, el equipo de Klotzbach emitió su segundo pronóstico de mediana duración para la temporada 2009, prediciendo la actividad por encima de la media (12 tormentas nombradas, 6 huracanes, 2 de categoría 3 or mayor y un índice ACE de 100).

## Ciclones tropicales

### Depresión tropical Uno
El 28 de mayo, el Centro Nacional de Huracanes comenzó a emitir avisos sobre la Depresión tropical Uno. La depresión se formó a 640 km al este-noreste de Outer Banks de Carolina del Norte con condiciones relativamente favorables y se pronosticó que se organizaría en una tormenta tropical en las primeras horas del 29 de mayo antes de disiparse sobre aguas más frías. Sin embargo, el sistema no alcanzó la fuerza de tormenta tropical y comenzó a debilitarse rápidamente el día 29. La depresión se transformó en extratropical alrededor de las 5:00 p. m. AST (2100 UTC) ese mismo día, degenerándose en un área de baja presión hasta disiparse en aguas abiertas y al suroeste de Nueva Escocia. Su formación y trayectoria fueron relativamente similares a la de la Tormenta tropical Uno en 1940.
Véase:
- El archivo de avisos del Centro Nacional de Huracanes de Estados Unidos sobre la Depresión tropical Uno. (en inglés)

### Tormenta tropical Ana
El 11 de agosto, el Centro Nacional de Huracanes (NHC) anunció la formación de la Depresión Tropical Dos que se había desarrollado del Atlántico Este. A partir de entonces, los pronósticos indicaban continuamente que la depresión tenía el potencial para alcanzar la fuerza de tormenta tropical al menos de forma mínima, y así recibir un nombre. Sin embargo, la depresión se encontró con un moderado a alto viento de cizalladura en la circulación, llevando a su debilitamiento gradual. El 13 de agosto, la baja circulación en el sistema fue expuesta, y había sólo unas tormentas que acompañan la depresión. La depresión tropical Dos se degradó a remanentes a las 5:00 p. m. AST (21:00 UTC) ese mismo día.
El 15 de agosto, el Centro Nacional de Huracanes (NHC) informó la formación de esta tormenta del Atlántico e indicó que Ana podría generar una alerta de tormenta tropical para algunos sectores de las Islas del Sotavento y también a los residentes de las Islas Vírgenes y de Puerto Rico. Se esperaba que Ana, la primera tormenta tropical con nombre en la temporada de huracanes del Atlántico, se fortaleciera conforme avance con rumbo oeste a 26 kilómetros por hora (16 millas por hora), sin embargo, en horas de la tarde del 17 de agosto, Ana perdió su circulación y entró en proceso de disipación. Sus vientos sostenidos alcanzaban potencia máxima de hasta 64 kilómetros por hora (40 mph).
Véase:
- El archivo de avisos del Centro Nacional de Huracanes de Estados Unidos sobre la Tormenta tropical Ana. (en inglés)

### Huracán Bill
El 12 de agosto, una onda tropical fuerte asociada con un área de baja presión se movió de la costa africana con capas profundas de la humedad. Ese mismo día, la onda se organizó al formar una circulación de bajo nivel, pero sin una convección significativa. Para esa noche, el área de convección se concentró pero los vientos de cizalladura aumentaron desde el aviso anterior. El 14 de agosto, la perturbación se intensificó y sus bandas convectivas se desarrollaron, así también su circulación, lo que indicó que la perturbación se convertiría en una depresión tropical. El 15 de agosto, aunque poca de su convección profunda se disipó, fue oficialmente denominada Bill, la segunda tormenta con nombre de la temporada 2009. En las primeras horas del 17 de agosto, un ojo se formó en los loops visibles e infrarrojos y Bill se intensificó en huracán, el primero de la temporada 2009. Su intensificación continuó durante la tarde del 18 de agosto y Bill rápidamente alcanzó la categoría 3 de huracán convirtiéndose en el primer huracán Major de la temporada. El huracán Bill o al menos sus remanentes lograron acercarse a la costa del Atlántico de Canadá hacia el 22 de agosto.
Véase:
- El archivo de avisos del Centro Nacional de Huracanes de Estados Unidos sobre el Huracán Bill. (en inglés)

### Tormenta tropical Claudette
La Tormenta tropical Claudette se formó como la cuarta depresión de la temporada en la parte oriental del golfo de México. La perturbación se desarrolló rápidamente, de forma que sólo 9 horas antes de su formación, el NHC le había asignado una probabilidad de desarrollo de menos de un 30%. Hacia la tarde del 16 de agosto, la Depresión tropical Cuatro había sido ascendida a Tormenta tropical Claudette según datos del radar de la NOAA en Tallahassee, Florida. En la mañana del 17 de agosto, Claudette tocó tierra en el extremo oriental de Santa Rosa Island, Florida, con vientos de 85 km/h. Hacia el final de ese mismo día y al avanzar el ciclón sobre tierra y ser degradado a depresión, el NHC emitió su último aviso público sobre Claudette.
Véase:
- El archivo de avisos del Centro Nacional de Huracanes de Estados Unidos sobre la Tormenta tropical Claudette. (en inglés)

### Tormenta tropical Danny
Danny se formó por interacción de una onda tropical con un área de baja presión ubicada el norte de La Española el día 26 de agosto, con características tropicales y subtropicales. Sin embargo, un análisis de la Universidad Estatal de Florida permitió clasificarla como Tormenta tropical, salteándose así el grado previo de depresión. En general, su desplazamiento fue en dirección noroeste hasta ser absorbido por una tormenta extratropical situada sobre Carolina del Norte el día 29. 
Se reportó una víctima mortal de Danny en dicho estado. Los daños materiales causados por el ciclón fueron menores.
Véase:
- El archivo de avisos del Centro Nacional de Huracanes de Estados Unidos sobre la Tormenta tropical Danny. (en inglés)

### Tormenta tropical Erika
Un área de baja presión se formó al nordeste de las Islas de Sotavento a partir de una onda tropical al sursudoeste de las islas de Cabo Verde el 26 de agosto. La Tormenta tropical Erika se desarrolló en la tarde del 1 de septiembre a partir de esta perturbación, salteando por segunda vez en el año una tormenta la categoría previa de depresión tropical. Hacia el final del día 1, Erika se fortaleció hasta alcanzar vientos de más de 95 km/h. Aunque los modelos mostraban inicialmente altas probabilidades de que el ciclón alcanzara estatus de huracán, el sistema comenzó un debilitamiento progresivo al día siguiente. El día 3 de septiembre, Erica fue degradada a depresión y luego se disipó al sur de Puerto Rico.
Véase:
- El archivo de avisos del Centro Nacional de Huracanes de Estados Unidos sobre la Tormenta tropical Erika. (en inglés)

### Huracán Fred
El 7 de septiembre, la Depresión tropical Siete se desarrolló a partir de una onda tropical al sur de las islas de Cabo Verde. Luego de un marcado fortalecimiento, la depresión fue ascendida a tormenta tropical y se le asignó el nombre Fred. Debido a las condiciones favorables, al día siguiente Fred se convirtió en huracán de categoría 1, mientras se esperaba que continuara intensificándose. En la mañana del día 9, Fred ya había trepado a categoría 2, a sólo 6 horas de haberse convertido en huracán. Esa misma mañana, el ciclón se convierte en el segundo huracán mayor de la temporada al alcanzar la categoría 3. Para entonces, Fred se convertía en el tercer huracán mayor y el sistema más poderoso registrado en el Atlántico al este del meridiano 35°W desde el advenimiento de la era satelital. Debido a la cizalladura vertical, Fred se debilitó y se mantuvo como una baja hasta el día 20 de septiembre, cuando se acercó a su disipación al suroeste de Bermudas. Sin embargo, el centro de baja persistió y se desplazó sobre el sureste de los Estados Unidos, causando inundaciones en el estado de Georgia con 10 víctimas y unos US$ 500 millones en daños.
Véase:
- El archivo de avisos del Centro Nacional de Huracanes de Estados Unidos sobre el Huracán Fred. (en inglés)

### Depresión tropical Ocho
La depresión tropical Ocho se formó de una onda tropical al oeste de las islas de Cabo Verde el 25 de septiembre. Aunque parecía que se intensificaría, la depresión se movió al nordeste hacia aguas más frías y degeneró. No causó ningún daño.
Véase:
- El archivo de avisos del Centro Nacional de Huracanes de Estados Unidos sobre la Depresión tropical Ocho. (en inglés)

### Tormenta tropical Grace
La tormenta tropical Grace evolucionó de un sistema de baja presión no tropical ubicado originalmente al noreste de las Islas Azores, en el océano Atlántico. A lo largo del día 4 de octubre, el sistema mostró creciente organización y la aparición de un ojo, que persistió durante algunas horas, a pesar de encontrarse sobre aguas con temperaturas inferiores (23 °C) a los 26 °C considerados como temperatura mínima para el desarrollo tropical. Los cambios estructurales observados permitieron clasificar al sistema como Tormenta tropical Grace. Desde el comienzo de la observación meteorológica satelital en la década de 1960, sólo la Tormenta tropical Alberto de la temporada de 1988, que se formó costa afuera del Cabo Cod (41.5°N), Estados Unidos y la Tormenta tropical Laura (40.6°N) de la Temporada de huracanes en el Atlántico de 2008 lo hicieron en una latitud más boreal que Grace (40.2°N). Esta última, sin embargo, es la más alejada hacia el noreste de que se tiene registros. Hacia el final del día 6 de octubra la tormenta fue absorbida por un sistema frontal a unos 350 km al sudoeste de Irlanda. A pesar de formarse en un ambiente relativamente desfavorable para el desarrollo de un ciclón tropical, Grace mantuvo un núcleo cálido, incluso desplazándose sobre aguas de 17-18 °C, horas antes de comenzar a disiparse.
Véase:
- El archivo de avisos del Centro Nacional de Huracanes de Estados Unidos sobre la Tormenta tropical Grace. (en inglés)

### Tormenta tropical Henri
El día 6 de octubre las imágenes satelitales mostraron que un centro de baja presión ubicado a unos 950 km al este de las Islas de Sotavento había experimentado un rápido incremento en la actividad de tormenta. El sistema pasó de ser estimado como de baja probabilidad de formación ciclónica (<30%) a registrar vientos de fuerza de tormenta tropical en unas horas. Sin embargo, se pronosticó que Henri sería un sistema de escasa duración. En efecto, el sistema se debilitó siendo degradado a depresión tropical y el día 8 de octubre el NHC emitió el último aviso sobre Henri.

Véase:
- El archivo de avisos del Centro Nacional de Huracanes de Estados Unidos sobre la Tormenta tropical Henry. (en inglés)

### Huracán Ida
La Depresión tropical Once se formó el 4 de noviembre en el suroeste del mar Caribe a partir de un área de baja presión que venía siendo monitoreada por el Centro Nacional de Huracanes. Unas horas más tarde de emitido el primer aviso, se elevó la depresión al grado de tormenta tropical nombrándosela Ida, novena tormenta tropical de la temporada. En la mañana del día siguiente Ida, que se intensificaba a medida que se dirigía a la costa de Nicaragua, alcanzó el estatus de huracán, el tercero de la temporada. Ida tocó tierra esa misma mañana cerca de la localidad nicaragüense de Tasbapauni, en la Región Autónoma de la Costa Caribe Sur. Luego de ello, el sistema comenzó un proceso de debilitamiento y fue degradado nuevamente a tormenta tropical. Durante su tránsito sobre América Central Ida se disminuyó a depresión tropical, hasta volver sobre aguas oceánicas en la tarde del 6 de noviembre. Ida causó cuantiosos daños en la zona. La temperatura superficial del mar proveyó a Ida con la energía para que volviese a ganar fuerza. Después de aumentar su intensidad a tormenta tropical, volvió a ganar estatus de huracán hacia el final del 7 de noviembre. Luego de cruzar el canal de Yucatán, adquirió intensidad de huracán categoría 2 en la Escala de huracanes de Saffir Simpson. Sin embargo, a medida que se acercaba a la costa estadounidense del golfo de México, las condiciones se volvieron más hostiles para el cicón que perdió fuerza y fue declarado tormenta tropical en la mañana del 9 de noviembre. Ida tocó tierra muy debilitada en la mañana del martes 10 en Dauphin Island, Alabama, con daños mínimos.
Véase
- El archivo de avisos del Centro Nacional de Huracanes de Estados Unidos sobre el Huracán Ida. (en inglés)

## Estadísticas de temporada
Esta es una tabla de todos los sistemas que se han formado en la temporada de huracanes de 2009. Incluye su duración, nombres, áreas afectada(s), indicados entre paréntesis, daños y muertes totales. Las muertes entre paréntesis son adicionales e indirectas, pero aún estaban relacionadas con esa tormenta. Los daños y las muertes incluyen totales mientras que la tormenta era extratropical, una onda o un baja, y todas las cifras del daño están en USD 2009.
| DT | TT | 1 | 2 | 3 | 4 | 5 |

| Nombre                  | Fechas activo                | Categoría de tormenta en intensidad máxima | Vientos máx. (km/h) | Presión min (hPa) | ACE    | Áreas afectadas            | Áreas afectadas | Áreas afectadas | Daños (en millones USD) | Muertos |
| Nombre                  | Fechas activo                | Categoría de tormenta en intensidad máxima | Vientos máx. (km/h) | Presión min (hPa) | ACE    | Lugar                      | Fecha           | Vientos (km/h)  | Daños (en millones USD) | Muertos |
| ----------------------- | ---------------------------- | ------------------------------------------ | ------------------- | ----------------- | ------ | -------------------------- | --------------- | --------------- | ----------------------- | ------- |
| Uno                     | 28 – 29 de mayo              | Depresión tropical                         | 55 (35)             | 1006              | 0      | Ninguno                    | Ninguno         | Ninguno         | N/A                     | 0       |
| Ana                     | 11 – 16 agosto               | Tormenta tropical                          | 65 (40)             | 1003              | 0.8575 | Ninguno                    | Ninguno         | Ninguno         | N/A                     | 0       |
| Bill                    | 15 – 24 de agosto            | Huracán categoría 4                        | 215 (130)           | 943               | 26.5   | Terranova, Canadá          | 24 de agosto    | 110 (70)        | N/A                     | 2       |
| Claudette               | 16 – 17 de agosto            | Tormenta tropical                          | 95 (60)             | 1005              | 0.735  | Fort Walton Beach, Florida | 17 de agosto    | 75 (45)         | N/A                     | 2       |
| Danny                   | 26 – 29 de agosto            | Tormenta tropical                          | 95 (60)             | 1006              | 1.965  | Ninguno                    | Ninguno         | Ninguno         | N/A                     | 1       |
| Erika                   | 1 – 3 de septiembre          | Tormenta tropical                          | 85 (50)             | 1003              | 1.295  | Guadalupe                  | 2 de septiembre | 65 (40)         | N/A                     | 0       |
| Fred                    | 7 – 12 de septiembre         | Huracán categoría 3                        | 195 (120)           | 958               | 9.925  | Ninguno                    | Ninguno         | Ninguno         | N/A                     | 0       |
| Ocho                    | 25 – 26 de septiembre        | Depresión tropical                         | 55 (35)             | 1008              | 0      | Ninguno                    | Ninguno         | Ninguno         | N/A                     | 0       |
| Grace                   | 4 – 6 de octubre             | Tormenta tropical                          | 100 (65)            | 986               | 1.9725 | Ninguno                    | Ninguno         | Ninguno         | N/A                     | 0       |
| Henri                   | 6 – 8 de octubre             | Tormenta tropical                          | 85 (50)             | 1005              | 1.215  | Ninguno                    | Ninguno         | Ninguno         | N/A                     | 0       |
| Ida                     | 4 – 10 de noviembre          | Huracán categoría 2                        | 165 (105)           | 975               | 8.115  | Río Grande, Nicaragua      | 5 de noviembre  | 130 (80)        | N/A                     | 1       |
| Totales de la temporada |                              |                                            |                     |                   |        |                            |                 |                 |                         |         |
| 11 ciclones             | 28 de mayo - 10 de noviembre |                                            | 215 (130)           | 943               | 52.58  | 4                          | 4               | 4               | N/A                     | 5       |

## Energía Ciclónica Acumulada
La tabla a la izquierda muestra la Energía Ciclónica Acumulada (ACE, por sus siglas en inglés) para cada tormenta en la temporada. El ACE es una medida de la energía del huracán multiplicado por la longitud del tiempo en que existió; las tormentas de larga duración, así como huracanes particularmente fuertes, tienen ACE alto. El ACE se calcula solamente a sistemas tropicales que exceden los 34 nudos (39 mph, 63 km/h), o sea, fuerza de tormenta tropical.
| ACE (104kt²) (Fuente) — Ciclón tropical: | ACE (104kt²) (Fuente) — Ciclón tropical: | ACE (104kt²) (Fuente) — Ciclón tropical: | ACE (104kt²) (Fuente) — Ciclón tropical: | ACE (104kt²) (Fuente) — Ciclón tropical: | ACE (104kt²) (Fuente) — Ciclón tropical: | ACE (104kt²) (Fuente) — Ciclón tropical: | ACE (104kt²) (Fuente) — Ciclón tropical: | ACE (104kt²) (Fuente) — Ciclón tropical: | ACE (104kt²) (Fuente) — Ciclón tropical: | ACE (104kt²) (Fuente) — Ciclón tropical: | ACE (104kt²) (Fuente) — Ciclón tropical: | ACE (104kt²) (Fuente) — Ciclón tropical: | ACE (104kt²) (Fuente) — Ciclón tropical: |
| Total:                                   | Total:                                   | Total:                                   | Total:                                   | Total:                                   | Total:                                   | Total:                                   | Total:                                   | Total:                                   | Total:                                   | Total:                                   | Total:                                   | Total:                                   | Total:                                   |
| ---------------------------------------- | ---------------------------------------- | ---------------------------------------- | ---------------------------------------- | ---------------------------------------- | ---------------------------------------- | ---------------------------------------- | ---------------------------------------- | ---------------------------------------- | ---------------------------------------- | ---------------------------------------- | ---------------------------------------- | ---------------------------------------- | ---------------------------------------- |

## Nombres de ciclones tropicales
Los siguientes nombres serán usados para los ciclones tropicales formados en el océano Atlántico en 2009 que alcancen la categoría de tormenta tropical. Los nombres retirados, en su caso, serán anunciados por la Organización Meteorológica Mundial en la primavera 2010. Los nombres no retirados de esta lista serán usados nuevamente en la temporada 2015. Los nombres que no hallan sido usados estarán marcados con gris, y los nombres con resaltado serán las tormentas actualmente activas. Esta es la misma lista que se usó en la temporada 2003, a excepción de Fred, Ida, y Joaquín, que sustituyó a Fabian, Isabel, y Juan, respectivamente. Los nombres Fred e Ida fueron usados por primera vez esta temporada.
| - Ana - Bill - Claudette - Danny - Erika - Fred - Grace | - Henri - Ida - Joaquín (sin usar) - Kate (sin usar) - Larry (sin usar) - Mindy (sin usar) - Nicholas (sin usar) | - Odette (sin usar) - Peter (sin usar) - Rose (sin usar) - Sam (sin usar) - Teresa (sin usar) - Victor (sin usar) - Wanda (sin usar) |

### Nombres retirados
La Organización Meteorológica Mundial no retiró ningún nombre de los usados en 2009 por considerarse que ningún huracán provocó daños mayores y perdidas humanas considerables.